# Sunčchon (Jižní Korea)
Sunčchon (순천) je město v Jižní Koreji v provincii Jižní Čolla. Dějiny města jsou dlouhé, na dnešní Sunčchon bylo přejmenováno v roce 1895 králem Kodžongem. Město je zahrnuto do Svobodné ekonomické zóny Kwangjangská zátoka (Gwangyang Bay Area Free Economic Zone) a díky tomu zažívá rychlý ekonomický růst. Je zde také rozvinuto zemědělství. Čtyřicet minut jízdy na jih od města je přístavní město Josu a dvacet minut na východ je město Kwangjang.

## Partnerská města
- Columbia, Missouri, Spojené státy americké
- Nantes, Francie
- Ning-po, Čína